# Ортегаль (мис)
43°46′20″ пн. ш. 7°52′05″ зх. д. / 43.77222° пн. ш. 7.86806° зх. д.
Мис Ортегаль (ісп. Cabo Ortegal) — мис, розташований на північному узбережжі Каріньйо, в провінції Ла-Корунья, одна з найпівнічніших точок Іспанії. Мис Ортегаль служить орієнтиром для судноплавства.
З боку мису Ортегаль до португальського кордону простягається найкоротше іспанське узбережжя, і, у свою чергу, за визначенням Міжнародної гідрографічної організації мис становить західну межу Біскайської затоки.
Це також символічний знак розділення вод між Атлантичним океаном та Кантабрійським морем.
В 1805 році за часів Наполеонівських воєн поблизу мису відбулася морська битва між британською ескадрою капітана сера Річарда Стречена та французькою ескадрою контр-адмірала П'єра Дюмануара.